# Arthur Wieferich
Arthur Josef Alwin Wieferich (Münster, 27 de abril de 1884 — 15 de setembro de 1954) foi um matemático alemão. Sua área de especialização foi teoria dos números.

## Obras
- Beweis des Satzes, daß sich eine jede ganze Zahl als Summe von höchstens neun positiven Kuben darstellen lässt. Math. Ann. Vol. 66, 1908, p. 95–101
- Über die Darstellung der Zahlen als Summen von Biquadraten. Math. Annalen Vol. 66, 1908, p. 106–108
- Zur Darstellung der Zahlen als Summen von fünften und siebenten Potenzen positiver ganzer Zahlen. Math. Ann. Vol. 67 (1909) p. 61–75
- Zum letzten Fermatschen Theorem. Journal für reine und angewandte Math. Vol. 136, 1909, p. 293–302

In diesem Artikel führt er die nach ihm benannten Wieferich-Primzahlen ein.
- Zur Dreiecksgeometrie. Journal für reine und angewandte Math. Vol. 136, 1909, p. 303–305